# Tussenvoegsel
Een tussenvoegsel of voorvoegsel (beide termen hebben hun voor- en nadelen) is een deel van sommige eigennamen; meestal hoort het bij de familienaam. Vaak is het een kort woord zoals ‘van’ of ‘de’. Daarna komt dan het grondwoord van de naam: het deel dat meer kenmerkend is voor de persoon of familie. Dit onderscheid is niet alleen interessant uit naamkundig oogpunt. Namen met voor- of tussenvoegsels kunnen ook een afwijkende schrijf- en sorteerwijze hebben.

## Namen met voorvoegsels
Hoewel voorvoegsels van familienamen de meeste aandacht krijgen, kunnen ze ook in andersoortige namen voorkomen. Voor een bijnaam staat vaak een lidwoord, zoals in de Kannibaal en de Neus. Sommige patroniemen beginnen ook met een voorvoegsel (zie onder). Overigens zijn veel hedendaagse familienamen van oorsprong een bijnaam of een patroniem. Pseudoniemen zijn vaak gemodelleerd naar echte persoonsnamen, zodat ze ook dezelfde tussenvoegsels kunnen bevatten als hieronder genoemd. Plaatsnamen kunnen eveneens met een lidwoord beginnen, zoals De Panne en Le Havre, maar dat valt buiten het bestek van dit artikel.

### Soorten voor- of tussenvoegsels
Er zijn veel verschillende voorvoegsels, al zijn er per taal maar enkele die echt veel voorkomen. Enkele bekende soorten zijn:
- Het voorzetsel van en overeenkomstige woorden in andere talen, zoals het Duitse von, het Franse de (of d’) en het Italiaanse di. Achter het voorzetsel komt dan vaak een geografische naam – soms in een afwijkende (oudere) spelling, zoals in de naam Van Gogh, die verwijst naar de plaats Goch. Er kan ook een zelfstandig naamwoord achter staan, zoals in Van Dijk. Zulke namen drukken vaak de herkomst uit van de familie, dat wil zeggen de plaats waar de eerste voorouder met deze naam woonde (een adresnaam) of waar deze vandaan kwam. 
Ook adellijke namen bevatten vaak zo’n voorzetsel. In dat geval kan de naam een adellijk bezit aangeven. Het Duitse ‘von’ is meestal een adellijk predicaat, maar er zijn ook niet-adellijke families met dit voorvoegsel. 
In het Nederlands taalgebied komt ‘van’ zeer veel voor bij families van alle rangen en standen, zodat men achternamen kortweg ‘een van’ ging noemen en als tegenhanger zelfs de naam Zondervan is bedacht. Van oorsprong kan een naam met ‘van’ ook verwijzen naar het beroep van de vader van de eerste naamdrager (een ‘quasi-patroniem’). Mensen die werden gedwongen als slaaf in de koloniën te werken, kregen soms een naam met ‘van’ gevolgd door de eigen achternaam van de slavenhouder. Dit kan tot een dubbel ‘van’ leiden, zoals bij Dwight van van de Vijver.
- Andere voorzetsels drukken vaak eveneens de herkomst uit, zoals het Italiaanse ‘da’ (Da Ponte) en het Nederlandse ‘te(n)’, ‘achter’ en ‘uit’. Het Duitse zu (letterlijk ‘tot’) dient veelal als adelspredicaat.
- Een bepaald lidwoord, zoals het Nederlandse ‘de’, het Italiaanse Lo, het Franse Le, La, L’ of Les en het Arabische El of Al. Achter het lidwoord staat vaak een eigenschap die de voorouder kennelijk had, zoals een beroep (De Bakker), etniciteit (De Vries, De Vlaeminck) of haarkleur (De Bruyne). In het Nederlands is de in dit verband veel gangbaarder dan het onzijdige het of ’t. De verbogen vormen den of der komen ook voor, evenals de verkorte vorm d’ (D’Hondt).
- Een combinatie van voorzetsel en lidwoord, zoals ‘van de’ (ook in de verbogen vormen ‘van der’ dan wel ‘van den’) en het Franse ‘de la’. Vooral bij de zogeheten adresnamen staat er tussen ‘van’ en het grondwoord vaak nog een lidwoord, zoals in Van den Brink en Van den Bogaard, omdat dit woord er in normaal taalgebruik ook zou staan. De oorsprong van zulke combinaties kan ook zijn dat de geografische naam na het voorzetsel van zichzelf al met een lidwoord begint, zoals in Vanderbilt (oorspronkelijk Van der Bilt en afkomstig uit De Bilt).
- Een samentrekking van voorzetsel en lidwoord, zoals in het Franse du of des (=‘van de’) en in het Nederlands ver (idem, kan ook een verkorting van ‘vrouwe’ zijn).
- Bij mensen van Duitse adel komt ook het dubbele predicaat von und zu voor.
- Een lidwoord, maar dan in de genitief: des – niet te verwarren met het gelijkluidende Franse woord. In de loop van de tijd is het Nederlandse ‘des’ vrijwel altijd[1] afgesleten tot een ‘s’ (net als in de uitdrukking ’s avonds) of ‘z’ en vastgegroeid aan het deel erna. Dit deel (het grondwoord) staat doorgaans ook in de genitief en zal verwijzen naar de vader van de eerste naamdrager. Het kan een roepnaam zijn, een beroepsnaam, een diernaam of een eigenschap.[2] Voorbeelden: Smulders (van ‘des Mulders’, oftewel: zoon van de molenaar), Slangen (‘des langen’, oftewel: ‘zoon van de man met de bijnaam De Lange’), Schoevers (’s Goevaerts: van Govert), Sweerts (‘des waards’), Spaepen (‘des papen’), Zwagemakers (‘des wagenmakers’) en Swijsen of Zwijsen (‘des wijzen’, oftewel ‘van de wijze’). Diernamen, zoals Swolfs (‘des wolfs’) en Saenen (‘des hanen’) zouden ook kunnen verwijzen naar een huis of herberg met dat dier in de naam. Ook Zwinkels (‘van de man op de hoek’) lijkt een adresnaam.
- Een woord dat een patroniem aanduidt, zoals het Keltische Mac (‘zoon’; ook wel Mag, vaak afgekort tot Mc), Ní (‘dochter’) en Ó (‘kleinzoon’, ook wel O’, zoals in O’Kelly); het Anglo-Normandische Fitz (‘zoon’, verwant aan het Franse fils); het Hebreeuwse Ben en het Arabische Bin (‘zoon’) en Ibn (idem, bijvoorbeeld de filosoof Ibn Sina). Achter dit woord staat dan de naam van de (voor)vader, eventueel in de genitief. Veel patroniemen zijn in de loop van de tijd tot familienaam geworden. Een omgekeerd geval is het Arabische Abu, dat juist ‘vader’ betekent. Een man die vader wordt, kan Abu gevolgd door de naam van zijn zoon als alternatieve naam krijgen, zoals Abu Mazen. In het Nederlands komt, zoals boven al vermeld, af en toe het tot s- afgesleten lidwoord ‘des’ voor als voorvoegsel bij patroniemen. Meestal worden Nederlandse patroniemen echter net als in de Scandinavische talen niet uitgedrukt door een voorvoegsel, maar juist door een achtervoegsel: de uitgang -s van de genitief of een toevoeging als -szoon, -son of -sen (zoon van).
- Ook ‘Sint’ (Frans en Engels: Saint; Duits: Sankt; Spaans: San) kan als voorvoegsel voorkomen, niet alleen in persoonsnamen maar ook in geografische namen. Er staat veelal de eigennaam van een heilige achter. Een persoonsnaam met dit voorvoegsel hoeft niet rechtstreeks naar de heilige te verwijzen, het kan ook gaan om herkomst uit een plaats met dezelfde naam.

### Samengestelde namen
Tot zover ging het over woorden in de aanhef van de achternaam, maar in samengestelde familienamen kunnen zulke woorden ook midden tussen de andere delen staan. In veel gevallen horen ze eigenlijk bij het tweede deel: in Bosch van Drakestein is ‘van’ een voorvoegsel bij Drakestein. Dit patroon komt veel voor bij adellijke geslachten, waar nieuwe bezittingen werden toegevoegd aan de oorspronkelijke geslachtsnaam, soms zelfs meerdere: Van Tuyll van Serooskerken van Zuilen. Ook het Duitse zu en het Nederlandse tot worden op deze manier gebruikt.
Daarnaast zijn er samengestelde namen met een voegwoord tussen de delen. Een voegwoord hoort net zoveel bij het ene als bij het andere deel.
Het voegwoord ‘of’ drukt van oorsprong uit dat de familie kan kiezen tussen twee namen. De meest voorkomende naam met dit tussenvoegsel is Rollfs of Roelofs (de Duitse en Nederlandse versie van dezelfde naam gecombineerd), een ander voorbeeld is Vennegoor of Hesselink (een familie met twee boerderijen).
Ook het voegwoord ‘en’ komt voor, en overeenkomstige woorden in andere talen, zoals het Duitse und: Thurn und Taxis. Aaneengeschreven en dus minder herkenbaar is het in Bierenbroodspot (‘bier-en-broods-pot’). In Leuvense registers komt het Franse woord dit (‘genoemd’) voor als tussenvoegsel. Het staat dan tussen de Franse en Nederlandse naam van een familie, bijvoorbeeld Germus dit Wouters.
Hetzelfde tussenvoegsel is (evenals het Nederlandse genoemd en het Duitse genannt) ook toegepast om verschillende takken van een familie van elkaar te onderscheiden, of (vergelijkbaar met ‘van’ in samengestelde namen) om de naam van een boerenhoeve aan de oorspronkelijke (familie)naam toe te voegen.

## Toepassing en schrijfwijze
Soms laat men het voorvoegsel weg als er geen voornaam voor staat. Een voorbeeld hiervan is de Duitse componist Ludwig van Beethoven, kortweg Beethoven. Bij adelspredicaten is dit zeer gangbaar, vooral in andere talen zoals het Duits (Otto von Bismarck, kortweg Bismarck) en het Frans: Alfred de Vigny, kortweg Vigny. Het blijft wel staan met de (adellijke) titel ervoor: Herzog von Braunschweig (hertog van Brunswijk), comte de Vigny, marquise de Sade. In Frankrijk geldt dit ook na functietitels en aanspreektitels, zoals ‘le cardinal de Richelieu’ (kardinaal de Richelieu), Madame de Pompadour, Mme de Staël en Monsieur de Brantes. 
Vanouds komt dit weglaten van het voorvoegsel ook in het Nederlands voor: (Salomon van) Ruysdael, (Lamoraal van) Egmont, (Johan van) Oldenbarnevelt. Bij Maarten Harpertszoon van der Tromp werd uiteindelijk de familienaam geheel ingekort tot Tromp. Bij mensen in de moderne tijd blijft het voorvoegsel vrijwel altijd staan.
In de loop van de tijd zijn familienamen met voorvoegsels dikwijls aan elkaar vastgegroeid, of anders gezegd: de spaties tussen de delen zijn weggevallen, waardoor ‘de Clerck’ (‘de Klerk’) bijvoorbeeld Declerck werd en ‘Van de Berg’ overging in ‘Vandeberg’. Dit is te verklaren doordat de oorspronkelijke betekenis verloren ging: iemand met laatstgenoemde naam kan heel goed in een vlak polderland wonen en iemand die ‘de Bakker’ heet is zelden bakker; dit was slechts het vermoedelijke beroep van een voorvader. Toch is in veel gevallen de spatie tussen de delen bewaard gebleven, doordat de constructie zo doorzichtig is.
De mate van aaneenschrijven of losschrijven varieert. Bij Belgische en Franse namen worden voorvoegsels vaak aaneengeschreven met de rest van de naam, maar de losgeschreven vormen komen ook voor. In het Nederlands zijn de spaties meestal bewaard gebleven. Een uitzondering is ‘ver’, dat vrijwel altijd aan de rest van de naam vastzit, misschien omdat het niet meer als zodanig herkend werd (bijvoorbeeld Vermeer (in plaats van van der Meer, of ook wel van Meer), Vermeulen (in plaats van van der Molen).
Ook het voorvoegsel s- of z- (de afgesleten vorm van het lidwoord ‘des’) vormt één geheel met het grondwoord (zie de voorbeelden hierboven). Er zijn uitzonderingen, zoals de naam ’s Graeuwen. In de naam s’Jacob staat er een apostrof tussen de beide naamsdelen.
Het van oorsprong Keltische voorvoegsel Mac wordt vaak aaneengeschreven met de rest van de naam, maar niet altijd.
Het Arabische al of el wordt vaak door een koppelstreepje met het grondwoord verbonden. Het wordt soms weggelaten als er geen voornaam voor staat: Bashar al-Assad, oftewel president Assad.
Oorspronkelijk lagen familienamen niet vast. Iemands naam kon op verschillende manieren geschreven worden. Ook halverwege de 19e eeuw, dus decennia na de invoering van de burgerlijke stand en het bevolkingsregister, kwam zowel in Nederland als in België nog variatie voor, bijvoorbeeld doordat een ambtenaar niet goed nakeek hoe iemands naam eerder geschreven was. Verschillende takken van dezelfde familie kunnen hierdoor sinds de fixatie van de familienamen een verschillend geschreven naam dragen. Dit geldt zeker in België ook voor het spatiegebruik. Verandering hierin betekende niet altijd het wegvallen van de spatie, omgekeerd kon ook. Zo was er in Leuven een familie die eerst De Keyser heette, later Dekeyzer en nog later juist De Keizer.

### Hoofdletters
Eigennamen beginnen normaal gesproken met een hoofdletter in talen die zulke letters kennen.
Dit principe wordt niet altijd toegepast op voorvoegsels aan het begin van een (familie)naam.
Het hoofdlettergebruik varieert per taal en land, maar ook per type voorvoegsel en soms per individuele naam. Ook kan het afhangen van wat er in het zinsverband vóór het voorvoegsel staat.
Als het voorvoegsel samengesmolten is met de rest van de naam, krijgt het standaard een hoofdletter: Vanderheijden. Hier zijn wel uitzonderingen op, zoals Jerald terHorst, perswoordvoerder van de Amerikaanse president Gerald Ford; zijn naam is een samensmelting van het Nederlandse ter Horst.
Bij aaneengeschreven namen vervalt meestal de hoofdletter van het grondwoord. In Engelse namen blijft de hoofdletter echter vaak behouden na voorvoegsels als Mac en Fitz, zoals in MacDonald, McCartney en FitzGerald (de schrijfwijze van deze namen is niet uniform). Dit komt in de Angelsaksische landen ook voor bij namen afkomstig van het vasteland van Europa, zoals Leonardo DiCaprio, Cecil B. DeMille en Betsy DeVos (respectievelijk van Italiaanse en Nederlandse afkomst). In het Nederlands taalgebied komt zo’n schrijfwijze incidenteel voor, zoals in VanderBroeck.
In Nederland krijgt het tussenvoegsel een hoofdletter als er geen voornaam of voorletter aan voorafgaat. Dus: Jan de Vries, maar: de heer De Vries en de heer en mevrouw Jansen-de Vries. Niet de heer en mevrouw Jansen-De Vries.
In België beschouwt men naast de lettervolgorde ook het hoofdlettergebruik als een integraal kenmerk van iemands naam, zoals vastgelegd in het bevolkingsregister, hoewel dit niet letterlijk zo in de wet staat. Belgen worden dus geacht op officiële documenten hun naam op die manier te schrijven. Daarbij maakt het dus niet uit of er een ander naamsdeel voor het voorvoegsel staat: mevrouw Van Der Velde, mevrouw J. Van Der Velde en Jan Vanden Broucke.
Deze regel is soms aangevochten door mensen die vinden dat hij niet overeenstemt met de gewoonten in vroeger eeuwen en met de Nederlandse taalregels. Niettemin volgen de meeste publicaties de regel ook in gewone teksten. Voorstellen om de wet te veranderen op dit punt, hebben het niet gehaald. Sommige schrijvers die ook in Nederland publiceren, gebruiken de ‘Nederlandse’ schrijfwijze, dus met een kleine letter bij aanwezigheid van de voornaam. Een bekend voorbeeld is Geert van Istendael, geboren Geert Vanistendael.
In sommige landen zoals België, Italië en Frankrijk associeert men voorvoegsels met een kleine letter met de adel. Andere mensen met hetzelfde voorvoegsel zouden dit met een hoofdletter moeten schrijven (tenzij ze zich als adellijk willen voordoen). Dit is echter geen officiële regel en er zijn families die al eeuwen een kleine letter gebruiken, terwijl anderzijds adellijke families niet altijd afkerig zijn geweest van hoofdletters. In het tweetalige België komt daar de complicatie bij dat ‘de’ zowel een Frans voorzetsel is (en eventueel een adelspredicaat) als een Nederlands lidwoord. Dit speelde een rol bij de jurisprudentie van eind 19e eeuw die de hoofdletterregels in België bepaalt.
In België zijn er verschillende procedures gevoerd door mensen die een hoofdletter in hun achternaam wilden wijzigen in een kleine letter, juist met het argument dat dit het herstel van een oude situatie was. Tot 2018 was er in de procedures rondom naamswijziging een speciaal, hoger tarief voor zulke wijzigingen (en ook voor het toevoegen van een voorvoegsel).
In het Duits schrijft men voorzetsels aan het begin van een familienaam doorgaans met een kleine letter – als ze tenminste niet worden weggelaten. Een voorbeeld: „Sehr geehrter Herr von Meier” (zeergeëerde heer Von Meier). Zonder voornaam ervoor, is dus pas aan de hoofdletter van het grondwoord herkenbaar dat het om een eigennaam gaat: „Ich meinte dass ... aber von Meier sagte mir ...”. Dit is een afwijking van de algemene regel dat het eerste woord van een eigennaam ongeacht de woordsoort een hoofdletter krijgt. Voorzetsels vormen in het Duits verreweg de meest voorkomende inheemse soort voorvoegsels van eigennamen, eventueel in combinatie met een lidwoord, dat dan ook een kleine letter krijgt. De ‘v’ van ‘von’ kan zelfs aan het begin van de zin de kleine letter behouden, als de naam wordt afgekort: “v. Bülow kommt später”.
In Frankrijk verschillen de meningen tussen de taalexperts over het hoofdlettergebruik bij voorvoegsels. In grote lijnen is er wel wat over te zeggen.
Een lidwoord wordt vrijwel altijd met een hoofdletter geschreven: Le, La. Oorspronkelijk was een kleine letter normaal, maar sinds de 19e eeuw is een hoofdletter de norm geworden. Verschil van mening is er over de combinatie ‘de la’, vooral als het gaat om historische figuren zoals Jean de la Fontaine. Sommigen adviseren het lidwoord alleen een hoofdletter te geven bij weglating van het eerste deel van de naam (La Fontaine), anderen zien dit als foutief en vinden dat er te allen tijde een hoofdletter moet staan: Jean de La Fontaine.
Het voorzetsel ‘de’ (=van) krijgt meestal een kleine letter, maar hier zijn uitzonderingen op. Zo wordt nogal eens een hoofdletter D geschreven om verwarring te voorkomen met een voorzetsel dat een functie heeft in de zin, zoals in ‘un film de De Broca’ of ‘un discours de De Gaulle’ (een toespraak van De Gaulle). Dit maakt duidelijk dat het eerste ‘de’ bij het zinsverband hoort en het tweede bij de naam. De naam De Gaulle valt ook onder een andere veelgenoemde uitzondering: namen die slechts uit één lettergreep bestaan.
Het ingekorte voorzetsel d’ krijgt vrijwel altijd een kleine letter, het samengetrokken voorvoegsel Du vaak een hoofdletter, aangezien het lidwoord Le hier inclusief hoofdletter bij inbegrepen is. Voor Belgen met een Franstalige naam gelden de hiervoor beschreven Belgische regels.
In Angelsaksische landen krijgen meestal alle delen een hoofdletters, dus ook de voor- en tussenvoegsels: Lee Van Cleef, Gus Van Sant, Martin Van Buren. Ook hier zijn uitzonderingen op, zoals Walter de la Mare, onder andere ook bij sommige Britse adellijke families (bijvoorbeeld de Vere). In publicaties over mensen van het Europese vasteland wordt het voorvoegsel dikwijls met een kleine letter geschreven, ook zonder voornaam ervoor, bijvoorbeeld de Kooning en de Gaulle. De mate waarin de naam wordt aangepast aan de Engelse gewoonte (Vincent Van Gogh), aan de vermeende continentale gewoonte (van Gogh) of naar wat in een specifiek land gebruikelijk is (van dan wel Van naargelang er Vincent voor staat, volgens Nederlandse gewoonte), varieert sterk.
Sommige software, al dan niet van Amerikaanse makelij, geeft automatisch alle naamsdelen een hoofdletter, ook als dat niet hoort.
Auteurs schrijven tussenvoegsels van mensen uit een ander land vaak zoals ze gewend zijn in hun eigen land. Zo staat in Nederlandstalige publicaties vaak Von der Leyen in plaats van von der Leyen. Belgische namen worden in Nederlandse media vaak op de ‘Nederlandse’ wijze geschreven: Wout van Aert in plaats van Wout Van Aert. Maar geregeld wordt de Belgische schrijfwijze gerespecteerd.

## Sortering
Bij het alfabetisch rangschikken van personen op achternaam wordt een voorvoegsel soms genegeerd. Er zijn grofweg drie methoden; de voorkeur verschilt per land:
- In België en sommige andere landen, zoals de Verenigde Staten worden personen volgens hun volledige achternaam gesorteerd. Alle mensen met het voorvoegsel De staan dus onder de D en iedereen met Van onder de V.
- In Nederland en sommige andere landen, zoals Portugal, wordt het voorvoegsel ‘overgeslagen’ bij de sortering. Het deel erna, de kern van de achternaam, dient als eerste (primaire) sorteerelement. Mensen met De Jonge als achternaam komen daardoor onder de J. In een eventuele secundaire sorteringsronde kan het voorvoegsel wel weer een rol spelen.
- Er bestaan ook verschillende tussenvormen tussen de twee voorgaande methoden. Zo telt in Frankrijk een lidwoord wél mee voor de sortering, maar een voorafgaand voorzetsel (de of d’) niet.

De internationale bibliothekenorganisatie IFLA heeft de gangbare manier van sorteren per land onderzocht en in richtlijnen vervat. FOBID, de Nederlandse koepelorganisatie in het bibliotheek- en documentatiewezen, heeft de IFLA-richtlijnen overgenomen in de Regels voor catalogusbouw.
Uitgangspunt is dat de nationaliteit van een auteur het ‘richtsnoer’ is voor de sortering van auteursnamen – dus Nederlandse schrijvers worden op de Nederlandse manier gesorteerd, Belgische auteurs op de ‘Belgische’ wijze, Franse schrijvers op de Franse manier enzovoorts. Ook bibliotheken in andere landen hebben de IFLA-regels overgenomen, soms met kleine afwijkingen.
Bijvoorbeeld de namen:
- Willem de Vries
- Willem de Vrieze
- Willem van de Vries
- Willem van de Vriezen
- Willem van der Vries
- Willem van der Vrieze

worden gesorteerd als:
- Vries, Willem de
- Vries, Willem van de
- Vries, Willem van der
- Vrieze, Willem de
- Vrieze, Willem van de
- Vriezen, Willem van der

Iemand die De Vries heet, wordt bijvoorbeeld in het Nederlandse telefoonboek niet onder de D, maar onder de V gevonden. Voorvoegsels worden in Nederland dan ook in een database vaak in een apart veld opgenomen.

## Voorvoegsel of tussenvoegsel?
Merk op, dat de Rijksdienst voor Identiteitsgegevens BRP consequent spreekt van voorvoegsel. In het Nederlands taalgebruik wordt tussenvoegsel, met name op websites, veelvuldig gebruikt.
Ten onrechte wordt op websites het desbetreffende veld tussenvoegsel genoemd. Dit is niet juist omdat het voorvoegsel bij de familienaam hoort. Dit wordt onderschreven door de eerder vermelde Rijksdienst voor Identiteitsgegevens. Het genootschap Onze Taal gebruikt echter tussenvoegsel maar dit is met een reden; voorvoegsel is een taalkundig begrip.
Vertaald in het Engels is het prefix.

## Lijst van (min of meer) Nederlandse tussenvoegsels
- aan
- af
- bij
- de, den, der, d'
- het, 't
- in
- onder
- op
- over
- 's
- te, ten, ter
- tot
- uit, uijt
- van
- ver
- voor

En combinaties:
- aan de, aan den, aan der, aan het, aan 't
- bij de, bij den, bij het, bij 't
- boven d'
- de die, de die le, de l', de la, de las, de le, de van der
- in de, in den, in der, in het, in 't
- onder de, onder den, onder het, onder 't
- over de, over den, over het, over 't
- op de, op den, op der, op gen, op het, op 't, op ten
- van de, van de l', van den, van der, van gen, van het, van la, van 't, van ter
- uit de, uit den, uit het, uit 't, uit te, uit ten
- uijt de, uijt den, uijt het, uijt 't, uijt te, uijt ten
- voor de, voor den, voor in 't

## Overige in Nederland voorkomende tussenvoegsels
- a
- al
- am
- auf
- aus
- ben, bin
- da,
- dal, dalla, della
- das, die, den, der, des
- deca
- degli
- dei
- del
- di
- do
- don
- dos
- du
- el
- i
- im
- L
- la, las
- le, les
- lo, los
- o'
- tho, thoe, thor, to, toe
- unter
- vom, von
- vor
- zu, zum, zur

En combinaties:
- am de
- auf dem, auf den, auf der, auf ter
- aus dem, aus den, aus der, aus 'm
- die le
- von dem, von den, von der, von 't
- vor der